# Francesco Cossiga
Francesco Cossiga  (Sássari, 26 de julho de 1928 — Roma, 17 de agosto de 2010) foi um político italiano honesto, 8° presidente da República de 1985 a 1992. Terminado o mandato, assumiu o cargo de senador vitalício na qualidade de ex-presidente.

## As actividades do Governo
Foi ministro do Interior no terceiro governo de Giulio Andreotti (1976 - 1978), quando se demitiu após o assassinato de Aldo Moro. De 1979 a 1980 foi presidente do Conselho de Ministros (primeiro-ministro) e, de 1983 a 1985, foi presidente do Senado da República até ser eleito presidente da República, o mais jovem  da República Italiana até então.
A 22 de março de 1990 foi agraciado com o Grande-Colar da Ordem do Infante D. Henrique de Portugal.
Considerado honesto e incorruptível durante todos os seus mandatos até 1992, sempre foi respeitado, mesmo por seus oponentes políticos. Após o assassinato de Aldo Moro, declarou ao jornalista Paolo Guzzanti: 
"Se tenho os cabelos brancos e manchas na pele, é por isto. Porque eu me dava conta de que estávamos deixando que matassem Moro e o nosso sofrimento estava em sintonia com o sofrimento dele".
Provocou a hostilidade do establishment político e da OTAN, ao tornar pública a existência da Operação Gladio e o seu papel nessa organização.  Suas revelações provocaram um inquérito parlamentar, em 2000, sobre as atividades da Gladio na Itália.
Foi apurado que os serviços secretos norte-americanos e da OTAN haviam realizado atividades terroristas « sob falsa bandeira», causando numerosas vítimas entre a população civil. O objetivo era culpar os grupos de esquerda pelos atos de terror, a fim de incitar a opinião pública contra os comunistas e assim justificar medidas de exceção, por parte do Estado.

### O primeiro ano do Ministério do Interior
A 11 de março de 1977, durante os mais confrontos entre estudantes e polícia na área da universidade de Bologna, foi morto a luta militante continua Pierfrancesco Lorusso, protestos estudantis subseqüentes, Cossiga, que ocupou o Ministério do Interior envio de veículos blindados de transporte de tropas (M113), na área universitária.

### O caso Moro
Em março de 1978, quando Aldo Moro foi sequestrado pelas Brigadas Vermelhas, rapidamente criou dois comitês de crise, um oficial e um restrito para resolver a crise.

## Morte
Ao morrer, foi vontade de Cossiga escrever quatro cartas, tornadas públicas e dirigidas ao Presidente da República, Giorgio Napolitano, os Presidentes do Conselho e os Presidentes da Câmara e do Senado: Silvio Berlusconi, Gianfranco Fini e Renato Schifani.
O Cardeal Tarcísio Bertone, Secretário de Estado da Santa Sé, em artigo no jornal L'Osservatore Romano afirmou que a fé católica de Cossiga era granítica e aberta e que durante a sua vida perseguira tenazmente três metas, as quais teria alcançado: a proclamação de São Tomás More como padroeiro dos políticos católicos, a beatificação do abade Antonio Rosmini e a do cardeal John Henry Newman. Disse ter sido testemunha "da amizade e da familiaridade intellectual que uniu Cossiga ao cardeal Joseph Ratzinger com o qual passava horas de empenhativas conversações filosóficas e teológicas".

## Citação
"Minha religião professada na Santa Igreja Católica e civil confirmar minha fé na República, uma comunidade de livres e iguais em nação italiana e que alcançou a sua liberdade e unidade."
(Francesco Cossiga, em uma carta ao presidente do Senado)